# مسجد الاستقلال
مسجد الاستقلال، في جاكارتا، أندونيسيا المسجد الأكبر في جنوب شرق آسيا.
ويعتبر المسجد الذي يقع في ساحة مارديكا في العاصمة الإندونيسية أحد أكبر المساجد في جنوب شرق آسيا بطرازه المعماري، حيث يتميز بتعدد طوابقه الضخمة وساحاته الخارجية الواسعة.
ويلفت نظرك في أعلى المسجد الذي يصنف أنه الثامن عالمياً قبتان كبيرتان ومئذنة بطول 90 متراً، أما سقف المسجد فتزينه الزخارف الإسلامية بأشكال وألوان متعددة وفي جدرانه كتبت عبارة لفظ الجلالة الله ومحمد بشكل بارز.
ويقابلك في مدخل المسجد عدد من الأشخاص أشبه بمكتب استقبال مهمتهم صف أحذية المصلين في رفوف خشبية ومنح كل مصل رقماً خاصاً يحتفظ به لاستلام حذاءه بعد فراغه من أداء الصلاة.
وعند دخولك المسجد تشعر بالأجواء الإيمانية التي تلف المكان الواسع؛ فهذا مصلٍ احتضن كتاب الله في تلاوة خاشعة، وآخر يؤدي صلاة السنة الراتبة بكل طمأنينة، وثالث اصطحب ابنه الصغير للصلاة ولسانه يلهج بالدعاء والذكر.
أما النساء في آخر المسجد فتتعجب من كثرتهن وخشوعهن في الصلاة وهن يلفن رؤوسهن بالحجاب في منظر مهيب.
ولا تقتصر رسالة المسجد على أداء الصلوات المفروضة فحسب، بل تمتد إلى أبعد من ذلك من خلال إنشاء فصول دراسية لتحفيظ القرآن الكريم تستهدف البنين والبنات وكبار السن وتوعيتهم في جوانب العبادات وشرح مناسك الحج والعمرة من خلال تنظيم المحاضرات التوجيهية والدورات التدريبية على مدار العام.
وتحيط بالساحات الخارجية للمسجد بحيرة صناعية ونافورة وأسواق تجارية، ويعج المكان بحركة غير عادية من الزوار حتى من غير المسلمين وهم يحملون هواتفهم المحمولة لالتقاط صور تذكارية مع المسجد.
وتشير تقارير إعلامية إلى أن بناء المسجد تطلب 14 عاماً من الأشغال (1961- 1975)، وسمي بمسجد الاستقلال؛ لأنه شرع في بنائه بعد استقلال إندونيسيا عن هولاندا في 1949، وأراد الإندونيسيون حينها أن يشيّدوا مسجداً عظيماً يليق بسمعتهم كأكبر بلد إسلامي سكاناً، بتعداد 240 مليون نسمة.
اندونيسيا
مسجد الاستقلالاندونيسيا-1